# Dovid Dryan
Dovid Dryan, né le 16 mai 1889 à Knyszyn, en Pologne et mort le 4 juillet 1953 à Gateshead, Tyne and Wear, England, United Kingdom, est le fondateur de la Yechiva de Gateshead (Gateshead Talmudical College), Gateshead, Royaume-Uni

## Biographie
Dovid Dryan est né le 16 mai 1889 à Knyszyn, en Pologne. Il est le fils de Yaakov Dryer,. Sa mère est née Londinski. Dovid Dryan a un frère, Mordechai Dryan (Dryer).
Il passe des années avec le Hofetz Haïm,. Il est un étudiant de Novardok,,.
Dovid Dryan arrive à Gateshead en 1927. Il est le Shochet (abbateur rituel) à Gateshead, et décide de créer en 1929 une yechiva dans cette ville,. Au début, il y a deux étudiants.

## articles connexes
- Liste de Yechivot
- Gateshead Talmudical College